# Blatnice (Vysočina)
Blatnice (in tedesco Blatnitz) è un comune della Repubblica Ceca facente parte del distretto di Třebíč, nella regione di Vysočina.